# Chrono Gatineau 2018
La 9e édition du Chrono Gatineau a eu lieu le 8 juin 2018. La course fait partie du calendrier international féminin UCI 2018 en catégorie 1.1. Elle est remportée par l'Américaine Amber Neben.

## Classements

### Classement final
| \| Classement général \| Classement général \| Classement général \| Classement général \| Classement général \| \| Coureuse \| Coureuse \| Pays \| Équipe \| Temps \| \| ------------------ \| ------------------ \| ------------------ \| ----------------------------- \| ------------------ \| \| 1re \| Amber Neben \| États-Unis \| \| 24 min 33 s \| \| 2e \| Karol-Ann Canuel \| Canada \| Boels Dolmans \| + 14 s \| \| 3e \| Tayler Wiles \| États-Unis \| Trek-Drops \| + 16 s \| \| 4e \| Leah Thomas \| États-Unis \| UnitedHealthcare Women's Team \| + 29 s \| \| 5e \| Rushlee Buchanan \| Nouvelle-Zélande \| UnitedHealthcare Women's Team \| + 45 s \| \| 6e \| Allie Dragoo \| États-Unis \| Sho-Air Twenty20 \| + 57 s \| \| 7e \| Lauretta Hanson \| Australie \| UnitedHealthcare Women's Team \| + 1 min 04 s \| \| 8e \| Emily Newsom \| États-Unis \| Tibco-Silicon Valley Bank \| + 1 min 05 s \| \| 9e \| Elizabeth Banks \| Royaume-Uni \| UnitedHealthcare Women's Team \| + 1 min 10 s \| \| 10e \| Marie-Soleil Blais \| Canada \| \| + 1 min 22 s \| |                    |                  |                               |              |
| |                    |                  |                               |              |
| Source : ProCyclingStats |                    |                  |                               |              |
| Classement général |                    |                  |                               |              |
| Coureuse | Coureuse           | Pays             | Équipe                        | Temps        |
| 1re | Amber Neben        | États-Unis       |                               | 24 min 33 s  |
| 2e | Karol-Ann Canuel   | Canada           | Boels Dolmans                 | + 14 s       |
| 3e | Tayler Wiles       | États-Unis       | Trek-Drops                    | + 16 s       |
| 4e | Leah Thomas        | États-Unis       | UnitedHealthcare Women's Team | + 29 s       |
| 5e | Rushlee Buchanan   | Nouvelle-Zélande | UnitedHealthcare Women's Team | + 45 s       |
| 6e | Allie Dragoo       | États-Unis       | Sho-Air Twenty20              | + 57 s       |
| 7e | Lauretta Hanson    | Australie        | UnitedHealthcare Women's Team | + 1 min 04 s |
| 8e | Emily Newsom       | États-Unis       | Tibco-Silicon Valley Bank     | + 1 min 05 s |
| 9e | Elizabeth Banks    | Royaume-Uni      | UnitedHealthcare Women's Team | + 1 min 10 s |
| 10e | Marie-Soleil Blais | Canada           |                               | + 1 min 22 s |

### Points UCI
| Position           | 1er | 2e | 3e | 4e | 5e | 6e | 7e | 8e | 9e | 10e | 11e | 12e | 13e à 15e | 16e à 25e |
| Classement général | 125 | 85 | 70 | 60 | 50 | 40 | 35 | 30 | 25 | 20  | 15  | 10  | 5         | 3         |

## Organisation et règlement

### Primes
L'épreuve attribue les primes suivantes :
| Position | 1er   | 2e    | 3e    | 4e    | 5e    | 6e    | 7e    | 8e    | 9e    | 10e  |
| Prix     | 380 € | 330 € | 270 € | 170 € | 150 € | 140 € | 130 € | 120 € | 110 € | 60 € |

Las places de onze à vingt 60 €.